# Буарак, Эмиль
Эми́ль Буара́к (полное имя — Огюстен Эмиль Буарак, фр. Augustin Émile Boirac; 26 августа 1851, Гельма, Алжир — 20 сентября 1917, Сальс-ле-Шато) — французский философ, психолог, парапсихолог, выдающийся эсперантист. Автор термина «дежавю».

## Биография и академическая деятельность
Родился 26 августа 1851 года в городе Гельма (Алжир). Изучал литературу и философию в университете Бордо, степень бакалавра по литературе получил в 1872 году, а степень агреже по философии — в 1874 году. В 1894 году защитил диссертацию на тему «Идея феномена», в которой пытался примирить теории Ренувье и Фуллье в отношении материи, реальности окружающего мира, идеализма и феноменализма. С 1871 года в течение 26 лет преподавал философию во французских учебных заведениях, в том числе в престижном лицее Кондорсе (1882—1897); в 1898—1902 годах служил ректором университета Гренобля, а в 1902—1917 годах — ректором университета Дижона. В 1906 году был избран член-корреспондентом французской Академии моральных и политических наук.
Более всего прославился своими исследованиями и экспериментами в области психологии и парапсихологии. Является автором термина «дежавю», предложив его в 1876 году. Занимался изучением гипноза и спиритизма; в 1898 году состоял в группе, исследовавшей спиритические способности итальянского медиума Эвсапии Палладино. Исследовал также такие явления, как месмеризм, «транспозиция чувств», «магнетическое взаимопонимание», «экстериоризация чувствительности», «экстериоризация силы двигательных нервов» и др. Являлся автором многих научных, дидактических и популярных публикаций на темы философии, психологии и морали. Кроме того, Буарак являлся основателем электротехнического института в Гренобле и института вина в Дижоне. Кавалер ордена Почётного легиона.
Был женат, имел четверых детей. Скончался 20 сентября 1917 года в городе Сальс-ле-Шато при не вполне понятных обстоятельствах (по одной версии — во время спиритического сеанса; согласно другой версии, он наложил на себя руки из-за утраты «тяги к жизни»). Был похоронен в Сальс-ле-Шато, однако 6 октября того же года был перезахоронен в Дижоне на кладбище Péjoces; в этом же городе в его честь названа небольшая улица.

## Эсперанто-деятельность
Познакомился с эсперанто в 1900 году и быстро стал активным его сторонником. Являлся автором многих статей об эсперанто на французском языке и эсперанто, сотрудничал со многими изданиями на эсперанто; перевёл на эсперанто сочинение Лейбница «Монадология» (1902) и несколько художественных произведений. Благодаря его стараниям эсперанто был на некоторое время введён в учебную программу университета Дижона. Буарак был председателем I всемирного конгресса эсперантистов (1905 год, Булонь-сюр-Мер), председателем Языкового комитета, а в 1908—1917 годах — председателем Академии эсперанто.
Историография эсперанто оценивает вклад Буарака в развитие эсперанто-движения как весьма значительный. «Энциклопедия эсперанто» (1934 год) характеризует его так:

«Буарак проявил себя как один из лучших наших стилистов и организаторов. Благодаря его струящемуся голосу и благодушию, благодаря его харизме и личному авторитету он пользовался большим влиянием, а его речи слушались с большим вниманием».
Оригинальный текст (эсп.)«B. sin montris unu el niaj plej bonaj stilistoj kaj spertuloj. Per sia fluanta voĉo kaj ridetanta bonhumoro, kaj eble per sia psika influo, kune kun sia persona aŭtoritato, li ĝuis grandan influon en la E-istaj kunvenoj, kaj estis ĉiam tre atente aŭskultata».

Эмиль Буарак неоднократно включался в разнообразные списки «наиболее выдающихся эсперантистов».

## Избранная библиография

### Сочинения по философии и психологии
- La dissertation philosophique, choix de sujets, plans, développements avec une introduction sur les règles de la dissertation philosophique (1890)
- Cours élémentaire de philosophie (1891, 1892)
- L’idée du phénomène, étude critique et analytique (1894)
- De spatio apud Leibnitium (1894)
- Oeuvres philosophiques de Leibniz (1900)
- Leçons de psychologie appliquées à l’éducation (1902, совместно с A. Magendie)
- La psychologie inconnue. Introduction et contribution à l’étude expérimentale des sciences psychiques (1908)
- Leçons de morale (1910)
- Esquisse d’une interprétation du monde: d’après les manuscrits de l’auteur (1913, совместно с Alfred Fouillée)
- L’avenir des sciences psychiques (1917)

### Сочинения, относящиеся к эсперанто
- Monadologio (Лейбниц, пер. на эсперанто, 1902)
- Ŝlosileto kvarlingva (1903)
- Perdita kaj retrovita (1905)
- Qu’est-ce que l’espéranto? (1906)
- Le Congrès espérantiste de Genève (1906)
- Pri la homa radiado (1906)
- Don Juan aŭ la ŝtona festeno (Мольер, пер. на эсперанто, 1909)
- La kvara mago aŭ la alia saĝulo (Генри ван Дайк, пер. на эсперанто, 1909)
- Plena Vortaro Esperanto-Esperanta kaj Esperanto-Franca (1909)
- Le problème de la langue internationale (1911)
- Vortaro de la oficialaj radikoj de Esperanto (1911)
- Fundamentaj principoj de la vortaro esperanta (1911)